# Дедулешти (Бузау)
Дедулешти (рум. Dedulești) насеље је у Румунији у округу Бузау у општини Топличени. Oпштина се налази на надморској висини од 198 m.

## Становништво
Према подацима из 2002. године у насељу је живело 960 становника, од којих су сви румунске националности.